# Umbugarla-Ngumbur jezici
Umbugarla-Ngumbur jezici, malena porodica izumrlih australskih jezika, koji su se govorili na području Sjevernog teritorija, Arnhem Land. Obuhvaćala je dva jezika po kojima je i dobila ime, to su: ngurmbur [nrx] i umbugarla ili mbakarla [umr].
Oba jezika poznata su pod još brojnim nazivima: Ngurmbur: Ambugula, Ambuku:la, Bugurnidja, Corm-bur, Gnormbur, Gnornbur, Gnumbu, Koarnbut, Nambuguja, Ngombur, Ngomburr, Ngorbu, Ngorbur, Ngormbu, Ngormbur, Ngorm-bur, Ngumbu, Ngumbur, Ngurmbu, Ngurrumbudj, Numbu-gala, Oormbur, Oorm-bur, Ngormbal; Umbugarla: Mbukarla, Bugula, Numbugala, Ambugala, Mbakarla.

## Vanjske poveznice
- Ethnologue (15th)